# Eleven (Ive)
Eleven è il primo single album del girl group sudcoreano Ive, pubblicato nel 2021.

## Tracce
1. Eleven – 2:58 (testo: Seo Ji-eum – musica: Peter Rycroft, Lauren Aquilina, Ryan S. Jhun)
2. Take It – 3:25 (testo: Lee Su-ran – musica: Daniel Kim, Jeremy G, Willie)